# Franz Kittel
Franz Kittel (2. září 1861 Most – 28. července 1919 Most) byl rakouský politik německé národnosti působící v Čechách. Na přelomu 19. a 20. století byl poslancem Říšské rady.

## Život
Jeho otcem byl mostecký měšťan Franz Paul Kittel. Vychodil gymnázium v Mostě a zemědělskou školu v Libverdě u Děčína. Převzal pak rodinné hospodářství.
Koncem 19. století se zapojil i do celostátní politiky. Ve volbách do Říšské rady roku 1897 (celostátní zákonodárný sbor) byl zvolen za kurii venkovských obcí, obvod Žatec, Chomutov atd. Za týž obvod uspěl i ve volbách do Říšské rady roku 1901. V roce 1897 se profesně uvádí jako majitel hospodářství v Mostě. Politicky patřil ke všeněmcům.
Po vypuknutí první světové války nastoupil dobrovolně, tehdy již jako třiapadesátiletý muž, jako rezervní důstojník do rakousko-uherské armády a po delší dobu působil na italské frontě.
Zemřel v červenci 1919.